# Hoya verticillata
Hoya verticillata ist eine Pflanzenart der Gattung der Wachsblumen (Hoya) aus der Unterfamilie der Seidenpflanzengewächse (Asclepiadoideae).

## Merkmale
Hoya verticillata ist ein epiphytisch lebende immergrüne Pflanze, deren kräftige, fleischige Triebe kriechend-windend oder kletternd sind. Sie sind blassgrün und kahl, der Durchmesser beträgt etwa 3 mm, Die sukkulenten, festen Blätter sitzen auf einem 5 bis 25 mm langen, dicken Stiel. Die Blattspreiten sind etwa 10 cm lang und 4 cm breit. Sie sind länglich-eiförmig bis länglich-elliptisch in der Form, lang bis kurz zugespitzt, Die Basis ist gerundet bis breit keilförmig. Die Spreiten sind grün mit mehr oder weniger deutlich sichtbarer Blattaderung; die Oberfläche ist kahl.
Der aufrecht stehende, doldenförmige Blütenstand ist selten nur 1-, meist mehr- bis 40-blütig. Die Oberseite der Dolde ist konvex gewölbt, Der starre Blütenstandsstiel misst 3 bis 5 cm in der Länge. Die Blütenstiele sind 3 mm lang, recht dünn und kahl. Die Kelchblätter sind länglich und enden stumpf. Die Blüte hat einen Durchmesser von 1,5 cm. Die weißen Kronblattzipfel sind eiförmig, spitz auslaufend und zurück gebogen. Die Ränder sind nach außen gebogen.  Sie sind innen kahl oder nur schwach flaumig behaart. Die Zipfel der Nebenkrone sind eiförmig und spitz. Der äußere Fortsatz ist weiß, der innere Fortsatz tiefrosa. Die Staubblattfortsätze sind membranös und spitz zulaufend. Der Griffelkopf läuft konisch-spitz zu. Die Blüten duften kräftig nach Zitrus und halten sich fünf Tage.
Das Pollinarium besteht aus einem zentralen Corpusculum, zwei seitlichen Pollinien und den verbindenden Caudiculae (Translatorarme). Die Pollinien sind länglich mit seitlichen Auswüchsen (Flügeln). Das Corpusculum ist konisch, die Caudiculae sind kurz und dick. Die spindelförmigen, paarigen Balgfrüchte werden bis 12 cm lang bei einem Durchmesser von 0,4 cm.

## Geographische Verbreitung und Habitat
Hoya verticillata kommt in Indien (Assam), Nepal, Andamanen, Myanmar, Kambodscha, Laos, Vietnam, Indonesien (Borneo, Java, Sulawesi, Sumatra), Brunei, Malaysia, Thailand und Singapur vor. Sie wächst dort in immergrünen Flachlandregenwäldern.

## Taxonomie und Systematik
Das Taxon wurde 1810 von Martin Vahl als Sperlingia verticillata erstmals beschrieben. George Don transferierte die Art 1838 in die Gattung Hoya. Die Gattung Sperlingia Vahl (1810) wird allgemein als Synonym von Hoya Brown (1810) angesehen (siehe  Veldkamp & Hansen, 1996).
Es gibt eine ganze Reihe von Synonymen, so Hoya parasitica (Roxburgh) Wallich ex Wight (1834), Hoya hookeriana Wight (1834), Hoya pallida Lindley (1839), Hoya albens Miller ex Steudel (1841), Hoya ridleyi King & Gamble (1903), Hoya parasitica var. geoffrayi Costantin (1912), Hoya parasitica var. spirei Costantin (1912), Hoya globifera Ridley (1915), Hoya citrina Ridley (1922) (= Hoya acuta var. citrina (Ridley) D. H. Kent (1989)), Hoya verticillata var. citrina (Ridley) Veldkamp (1996), Hoya amoena Bakhuizen van den Brink fil. & Backer (1950), Hoya parasitica var. citrina Rintz (1978), Hoya parasitica var. hendersonii Kiew (1995) = Hoya verticillata var. hendersonii (Ridley) Veldkamp (1996), Hoya acuta Haw. (1821), Hoya bawanglingensis S.Y.He & P.T.Li (2009),  Hoya cochinchinensis (Lour.) Schult. (1820), Hoya hellwigiana Warb. (1907), Hoya nicholsoniae F.Mueller (1866), Hoya pottsi sensu Lindl. (1829) non Hoya pottsi J.Traill, Hoya wibergiae Kloppenb. (2001). Der Artname verticillata = wirtelig ist irreführend, denn die Blätter sind nicht wirtelig angeordnet.
Man kann drei Varietäten unterscheiden:
- Hoya verticillata var. citrina (Ridl.) Veldkamp: Sie kommt von Indochina bis zur Malaiischen Halbinsel vor.[4]
- Hoya verticillata var. hendersonii (Kiew) Kloppenb.: Sie kommt auf der Malaiischen Halbinsel vor.[4]
- Hoya verticillata var. verticillata: Sie kommt vom tropischen und subtropischen Asien bis Samoa vor.[4]